# ریجنران
ریجنران فارماسیوتیکالز (انگلیسی: Regeneron Pharmaceuticals) شرکت داروسازی و زیست‌فناوری آمریکایی است، که در زمینه تولید دارو، همچنین تحقیق و توسعه و نیز در حوزه زیست‌فناوری فعالیت می‌کند. این شرکت در سال ۱۹۸۸ تأسیس شد. دفتر مرکزی ریجنران در وست‌چستر، نیویورک قرار دارد و بخشی از سهام آن در بازار بورس نیویورک معامله می‌شود و جزئی از شاخص‌های نزدک-۱۰۰ و اس‌اندپی-۵۰۰ محسوب می‌شود.